# Katiannini
Tribu
Les Katiannini sont une tribu de collemboles de la famille des Katiannidae.

## Liste des genres
Selon Checklist of the Collembola of the World (version du 17 août 2019) :
- Arborianna Bretfeld, 2002
- Betschurinus Dallai & Martinozzi, 1980
- Dalianus Cassagnau, 1969
- Gisinianus Betsch, 1977
- Katianna Börner, 1906
- Katiannellina Delamare Deboutteville & Massoud, 1963
- Katiannina Maynard & Downs, 1951
- Neokatianna Snider, 1989
- Papirinus Yosii, 1954
- Parakatianna Womersley, 1932
- Polykatianna Salmon, 1946
- Pseudokatianna Salmon, 1944
- Rusekianna Betsch, 1977
- Sminthurinus Börner, 1901
- Stenognathellus Stach, 1956
- Zebulonia Betsch, 1970
- † Keratopygos Christiansen & Pike, 2002

## Publication originale
- Börner, 1913 : Die familien der Collembolen. Zoologischer Anzeiger, vol. 41, p. 315–322 (texte intégral).